# عينة سلف الإنسان أولدوفاي رقم 8

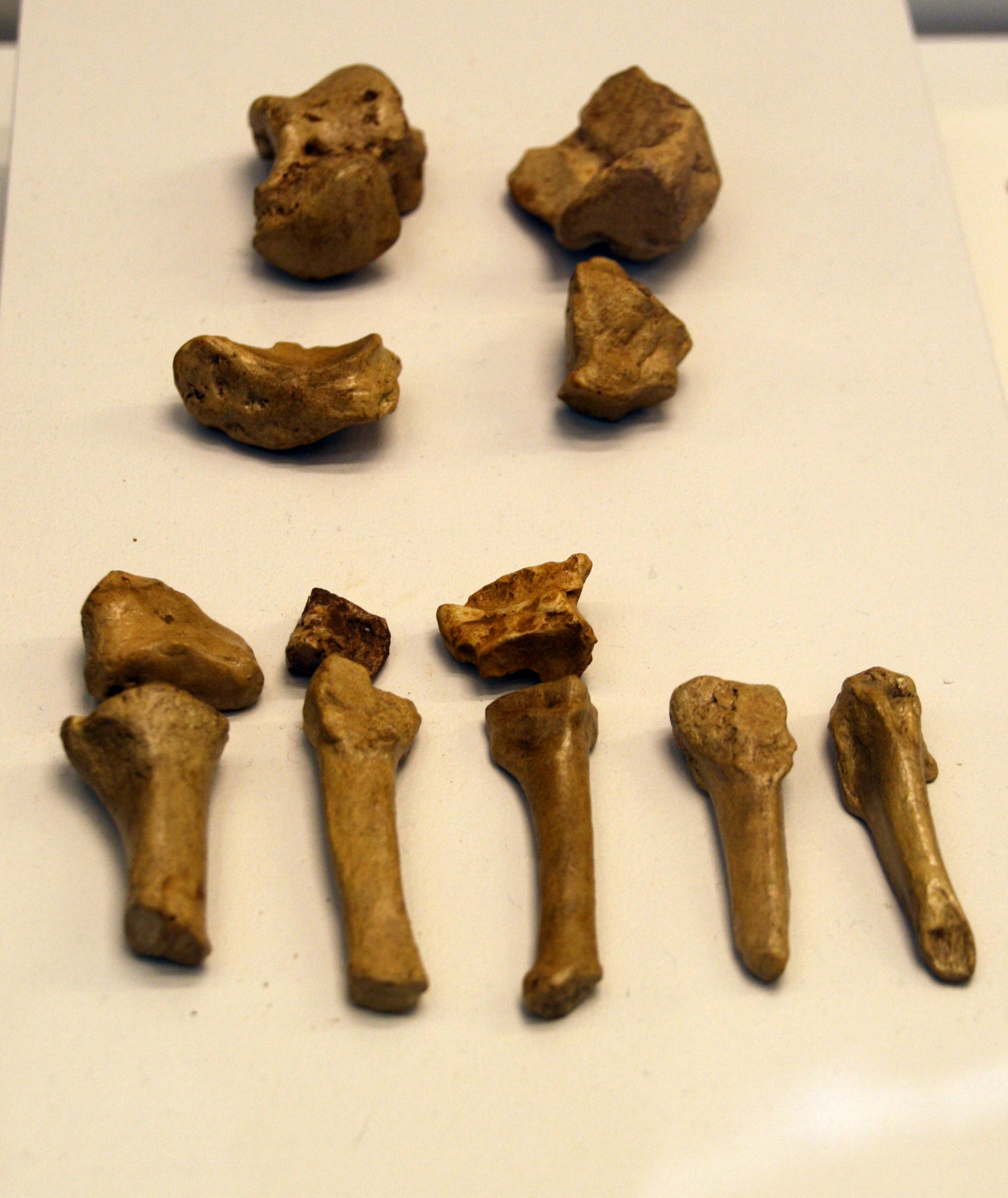

عينة سلف الإنسان أولدوفاي رقم 8 (أو إتش 8) هي عيّنة قدم تعود لأحد القرود العليا المبكّرة، عُثر عليها في خانق أولدوفاي في تنزانيا بواسطة لويس ليكي في أوائل ستّينيات القرن العشرين. أثار التحليل اللاحق لهذه العيّنة الكثير من التساؤلات. فقد أظهر التحليل الأخير (تحليل كيد، أو هيجينز، وأوكسنارد، جي إتش أي عام 1996) بوضوح شديد أنّ عيّنة «أو إتش 8» تُظهر بعض الخصائص المشتركة مع البشر وخصائص أخرى مشتركة مع القرود. فيحتوي الجانب الوحشي (أي الجزء الخارجي من القدم) بشكلٍ أساسيّ على خصائص تشبه خصائص نفس الجانب عند الإنسان بينما يحتوي الجانب الإنسي (أي الجانب الأقرب لوسط الجسم) على خصائص تشبه تقريباً قدم القرد، وميّزات أخرى تتشابه بشكل كبير مع الإنسان. على وجه التحديد، فإن العظم المكّعبي (وحشي) يشبه نظيره عند الإنسان، والكاحل والعظم الزورقي (أنسيّة) تشبه نظيرتها عند القرد، والعظم الإسفيني الأوسط (أنسي) يشبه نظيره عند الإنسان. قد يُنظر إلى هذا على أنّه حلقة مفقودة من حيث وظيفة المفصل الأوسط. لا تتناقض الاكتشافات اللاحقة للأحفوريّات، كالهيكل العظمي المُسمّى بـ «القدم الصغيرة» إس تي دبليو 573 ((Little Foot Stw573، مع نتائج (تحليل كيد، أو هيجينز، وأوكسنارد، جي إتش أي عام 1996) (Kidd & Oxnard 2004). بل على العكس فإنّها تكمّلها.
Stw 573 هو عبارة عن مجموعة أعمدة أنسيّة، تتكوّن من عظم الكاحل، العظم الزورقي، العَظْمُ الإِسفيِني الإنسيّ، وكعب مشط القدم الأول. تُقدّم عظامُ مؤخَّر القدمِ الثلاثة عند «القدم الصغيرة» نمطًا متوافقًا مع عيّنة «أو إتش 8» وبالتالي فإنّ فرضية أوّل شعاع متباين في مجموعة «أو إتش 8» -التي تم اقتراحها من قبل كيد وغيره عام 1996 - قد تمّ دحضها الآن، ولا يُعتقد أنّ أي مجموعة أحفورية تمتلك هذه الخاصّيّة.
أكمل عمل كلّ من مجموعة «زيبفيل وكيد» عام 2006 ومجموعة «زيبفيل، ديسيلفا وكيد» في عام 2009 تلك النتائج، وعلاوةً على ذلك فإنّ تلك النتائج مجتمعة تعطي نموذجاً متكاملاً لتطوّر الدعسة بناءً على تغيّرات كامل أجزاء الجسم الوحشيّة من أسفل القدم وحتّى أعلى الرأس. وبالإضافة إلى ذلك، فإن النتائج الإضافيّة التي حصل عليها زيبفيل وآخرون سنة 2011 فيما يتعلق بالرّفات التي عُثر عليها في ذلك الوقت لأحد أفراد نوع أوسترالوبيثيكوس سيديبا Australopithecus sediba تعزّز النتائج السابقة. وأيضاً، فإنّها تُثبت أنّ الأجزاء القريبة من العمود الأنسي، قد تظهر أيضًا في العمود الوحشي. تدحض هذه النتائج مجتمعة فرضيّة «قدم ما قبل الإنسان»، كما تنبّأ بها مورتون في عام 1935. على وجه التحديد، فقد تنبأ مورتون بوجود شعاع أول متباين «تأسّلي»، وعظم عقب متطوّر بشكل كبير جدًا ظهرت في أّولى مخلوقات ذوات القدمين. أيّ من هذه الميزات لم تدعم بالنتائج الحالّية.